# The Dark Road (film, 1948)
Pour plus de détails, voir Fiche technique et Distribution.
The Dark Road est un film britannique réalisé par Alfred J. Goulding, sorti en 1948.

## Fiche technique
- Titre : The Dark Road
- Réalisation : Alfred J. Goulding
- Musique : John Bath
- Société de production : Hammer Film Productions
- Pays d'origine : Royaume-Uni
- Format : Noir et blanc - 1,37:1 - Mono
- Genre : drame
- Durée : 72 minutes
- Date de sortie : 1948

## Distribution
- Charles Stuart : Sidney Robertson
- Joyce Linden : Anne
- Mackenzie Ward (en) : Ashcroft
- Patricia Hicks
- Roddy Hughes (en) : l'aumônier
- Anthony Holles (en)
- Rory MacDermot : P. C. Davidson
- Joanna Carter
- Peter Reynolds
- Veronica Rose (en)
- Maxine Taylor
- Michael Ripper (en) : Andy Anderson
- Sefton Yates
- Cyril Chamberlain : l'éditeur
- Sydney Bromley : Professeur Corkew